# Cal Jepa
Cal Jepa o Ca la Jepa és una obra de Tona (Osona) inclosa a l'Inventari del Patrimoni Arquitectònic de Catalunya.

## Descripció
Cal destacar a la planta baixa un gran portal de forma rectangular amb pedra treballada de considerables dimensions amb trencaaigües. Hi ha una gran llinda amb la inscripció "Agustí Castelló 1779".
Al damunt hi ha un balcó amb base de lloses de pedra i ferro forjat de forma bombada, de dues obertures fetes amb pedra treballada i en una a la llinda hi ha esculturat un rosetó amb relleu rebaixat. A sobre de cada obertura hi ha dos petits balconets.

## Història
La població de Tona comptava amb 40 cases el 1685 per passar a 216 el 1860. El carrer en què està situada la casa és una amalgama de diferents estils i períodes històrics en què s'anà formant el poble de Tona.